# Величка (притока Бечви)
Величка — потік в Оломоуцькому кра́ї, правобічна притока річки Бечва. Довжина річки 17,5 км. Площа водозбору — 66,1 км².

## Описрічища
Джерело Велички лежить на висоті 565 м на Лібавському військовому полігоні приблизно за 4 км на північний захід від містечка Потштату, що розміщене на її берегах.
Після містечка річкова долина вузька, з численними скельними утвореннями. Поблизу Бонькова на мисі над лівим берегом є руїни замку Пухарт.

### Найбільші притоки

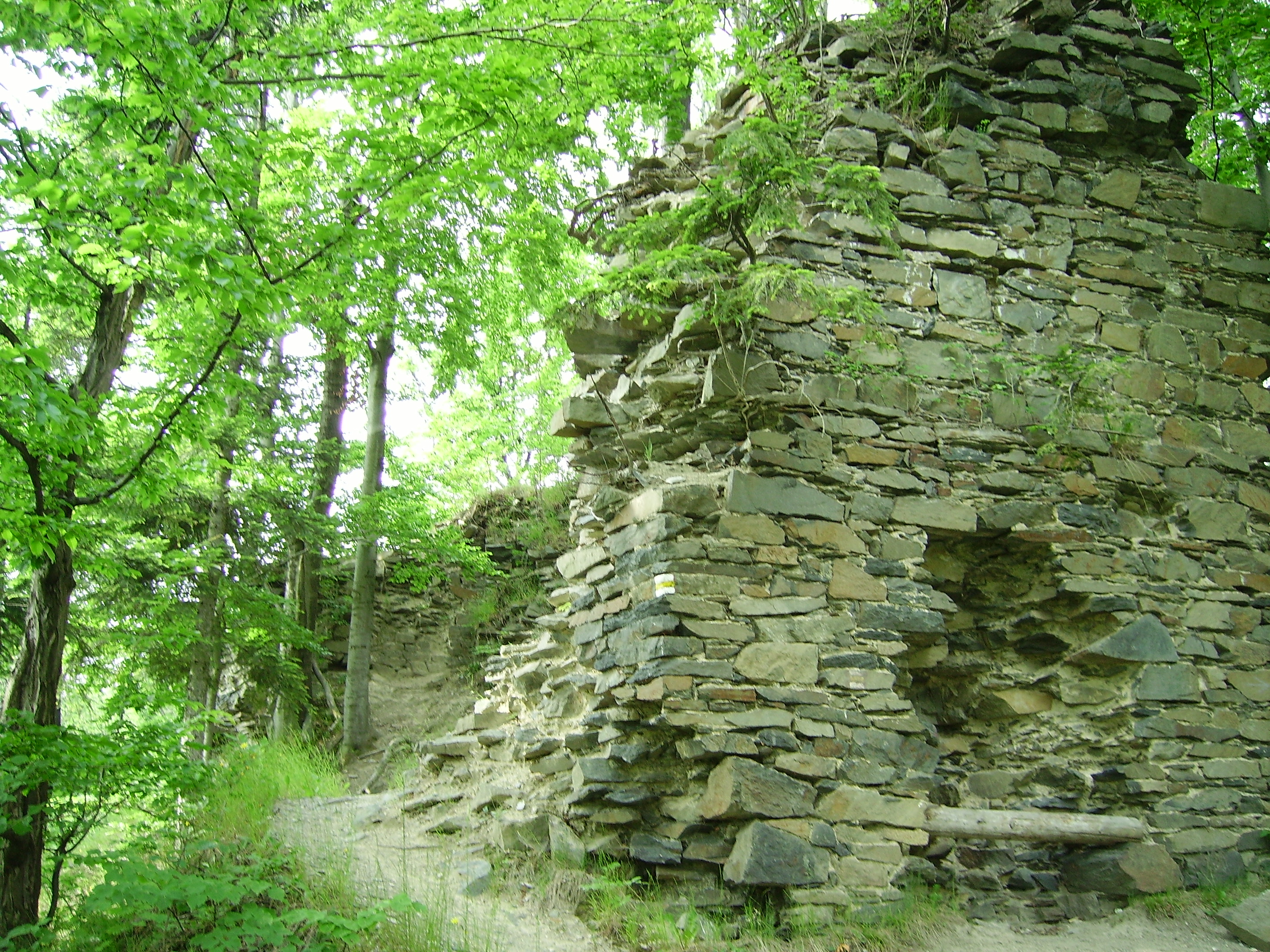
Залишки житлової вежі замку Пухарт

#### ліві
- Кутецький потік, поблизу Бонькова (Koutecký potok)
- Мразниці, поблизу Велка (Mraznice)

#### праві
- Брадельний потік, поблизу Бонькова (Bradelný potok)

### Водний режим
Середня швидкість течії на віддалі 0,40 річкового кілометра біля гирла становить 0,54 м³/с. Сторічний об'єм стоку води досягає 67,1 м³/с.